# Starfox
Starfox, il cui vero nome è Eros, è un personaggio immaginario dei fumetti, creato da Mike Friedrich (testi) e Jim Starlin (testi e disegni), pubblicato dalla Marvel Comics. La sua prima apparizione è in Iron Man (prima serie) n. 55 come breve cameo, ma il vero e proprio esordio lo fece sul n. 27 della serie di Capitan Marvel, dove aiutò i Vendicatori e Mar-Vell a combattere il suo perfido fratello Thanos.
In seguito divenne membro fisso dei Vendicatori nel periodo in cui Roger Stern ne scriveva le storie, in Avengers (prima serie) n. 230.

## Biografia del personaggio
Eros è il figlio di Mentore, conosciuto anche come A'Lars, e Sui-San, esseri della razza degli Eterni emigrati sul satellite di Saturno noto come Titano.
Fratello del Titano Pazzo Thanos, era completamente diverso da lui, sia nell'aspetto (Eros nacque con un aspetto umano) che nella personalità: Thanos è ombroso, spietato, violento e crudele; Eros invece è allegro, spensierato, generoso e altruista.
Quando Thanos attaccò Titano, Eros si alleò con Capitan Marvel e gli Avengers per fermarlo. Divenne grande amico del capitano Kree e, quando questi morì di cancro, Eros giurò di vegliare sulla sua compagna Elysius.
Mantenne la parola data al defunto amico per diversi mesi, fino a quando fu proprio Elysius a pregarlo di scioglier la promessa fatta e di continuare a vivere la sua vita in totale libertà. Eros allora, amante dell'avventura e delle audaci imprese, andò sulla Terra per unirsi agli Avengers, con cui avrebbe avuto sicuramente occasione di vivere momenti emozionanti.
In quel periodo i Vendicatori avevano perso per infortunio Occhio di Falco (che si era rotto una gamba durante una missione) e non potendolo sostituire con altre riserve, in quel momento tutte indisponibili, decisero di mettere Eros come Vendicatore "in prova" durante la convalescenza dell'arciere.
Soprannominato Starfox da Wasp, all'epoca presidente in carica degli Avengers, cominciò con molto entusiasmo a mettersi a disposizione del gruppo, aiutandoli in parecchie missioni. La sua conoscenza del cosmo e di creature spaziali furono molto utili agli Avengers, che in breve tempo lo promossero membro effettivo.
Spiritoso con i colleghi e galante con le fanciulle, Starfox si inserì benissimo tra gli eroi più potenti della terra, anche se inizialmente Monica Rambeau e Janet si sentivano in imbarazzo in sua presenza: la prima perché si sentiva sotto pressione ad utilizzare il nome di battaglia Capitan Marvel (che in seguito cambierà prima in Photon e poi in Pulsar) di fronte ad un amico del primo titolare di tale nome, la seconda invece si sentì a disagio in compagnia di Eros quando scoprì che esso era in grado di manipolare la mente delle persone.
Starfox lasciò gli Avengers quando, in compagnia dell'ex araldo di Galactus Firelord, andò alla ricerca della nipote Nebula, figlia del fratellastro.
Sia Starfox che sua nipote vennero catturati da Thanos quando questi venne in possesso delle Gemme dell'Infinito e li costrinse ad una forzata "riunione di famiglia". Starfox continuò in seguito la sua vita di avventuriero in giro per il cosmo, rimanendo un Avenger di riserva, aiutando la squadra in occasioni eccezionali (come ad esempio l'operazione: Tempesta nella galassia).
Nel corso degli anni Starfox si è creato una fama di playboy; inizialmente si credeva che le sue conquiste fossero dovute solo al suo fascino, ma in seguito si è scoperto che Eros ha usato i suoi poteri di persuasione per sedurre numerose fanciulle senza il loro consenso. Si è anche appreso che è per causa sua che She-Hulk (con cui, tra l'altro, ebbe una notte di passione ai tempi in cui entrambi erano degli Avengers) ha sposato l'astronauta John Jameson, di cui in realtà non era innamorata. La cosa ferì non poco la sua amica che si sentì violata, mentre Eros si giustificò dicendo di averla vista triste e aver solamente cercato di recare sollievo alla sua solitudine. In seguito a questi avvenimenti Starfox è stato portato su Titano, dove è stato processato per aver abusato dei suoi poteri di seduzione.

## Poteri e abilità
Essendo per metà un Eterno, Starfox invecchia molto lentamente ed è dotato di forza e resistenza sovrumane (benché non siano nemmeno paragonabili a quelle di personaggi come Thor, Ercole o Wonder Man). Inoltre è in grado di volare e il suo corpo è dotato di un'aura invisibile che gli permette di sopravvivere in assenza d'aria per circa un'ora. Il suo potere maggiore è tuttavia la capacità di manipolare le emozioni e stimolare i centri del piacere delle menti altrui, grazie alla quale è in grado di provocare da una semplice euforia fino ad arrivare all'amore cieco, passando per l'attrazione sessuale.

## Altri media
Eros compare in una scena durante i titoli di coda nel film del Marvel Cinematic Universe Eternals, interpretato da Harry Styles.